# きらりん☆ランド
『きらりん☆ランド』（きらりんランド）は、月島きらり starring 久住小春 (モーニング娘。)の2枚目のアルバムである。

## 概要
- 初回生産限定盤は、紙箱ジャケットのスペシャルパッケージ仕様で、ハッピー☆アイドルライフ用オリジナルクルキラカードが封入されている。また、次の4曲5種が収録されるスペシャルDVD付き。
  1. ハッピー☆彡 (Happy Lip Ver.)
  2. ハッピー☆彡 (Live Ver.)
2007年5月6日 さいたまスーパーアリーナ収録
  3. はなをぷーん (Close-up Ver.)
  4. ふたりはNS (Live Ver.)
2007年7月29日 さいたまスーパーアリーナ収録
  5. チャンス! (Close-up Ver.)
- 通常盤は初回特典にデカラベルステッカー付き。
- 「Olala」はアルバム発売後にEDテーマとして放送された。

## 収録曲
1. ハッピー☆彡
（作詞・作曲・編曲：BOUNCEBACK）
テレビ東京系テレビアニメ「きらりん☆レボリューション」の第3オープニングテーマ。
2. チャンス!
（作詞：2℃　作曲：織田哲郎　編曲：家原正樹）
アニメ「きらりん☆レボリューション」の第5オープニングテーマ。
3. Olala
（作詞：田代智一・小山哉枝　作曲：田代智一　編曲：安岡洋一郎）
アニメ「きらりん☆レボリューション」の第9エンディングテーマ。
4. ヒマワリ
（作詞：西村ちさと　作曲・編曲：齋藤真也）
5. こんにちぱ
（作詞：YumYum　作曲・編曲：MenMen）
6. very! berry! strawberry!
（作詞：実ノ里　作曲・編曲：斎藤悠弥）
7. はなをぷーん
（作詞：YumYum　作曲：MenMen　編曲：宮永治郎・MenMen　歌：きら☆ぴか）
アニメ「きらりん☆レボリューション」の第4オープニングテーマ・第6エンディングテーマ。
8. 恋の魔法はハビビのビ!
（作詞：吉田勝弥・すやまちえこ　作曲・編曲：吉田勝弥）
アニメ「きらりん☆レボリューション」の第5エンディングテーマ。
9. ふたりはNS
（作詞：YumYum、作曲：MenMen、編曲：宮永治郎　歌：きら☆ぴか）
アニメ「きらりん☆レボリューション」の第7エンディングテーマ。
10. ラムタラ
（作詞：2℃　作曲・編曲：斎藤悠弥）
アニメ「きらりん☆レボリューション」の第8エンディングテーマ。
11. 幸せクローバー
（作詞：実ノ里　作曲・編曲：斎藤悠弥）

## 参加ミュージシャン
- 川村ゆみ - コーラス(1)
- MAKI - コーラス(1,3)
- BOUNCEBACK - ギター&ベース&その他全楽器(1)
- Kick-rin - コーラス(2,4,6,10,11)、ガヤ(5)
- 家原正樹 - ギター&その他全楽器(2)
- 田代智一 - ギター(3)
- 安岡洋一郎 - その他全楽器(3)
- 久住小春 - コーラス(4,7)、ガヤ(5)
- 石井裕 - ギター(4)
- 齋藤真也 - その他全楽器(4)
- 古賀友彌 - ギター(5)
- 錦織翼 - その他全楽器(5)
- 斎藤悠弥 - ギター&その他全楽器(6,10)、その他全楽器(11)
- 萩原舞（℃-ute、きら☆ぴか） - コーラス(7)
- 宮永治郎 - ギター&その他全楽器(7,9)
- すぎやまちえこ - コーラス(8)
- 齋藤勝也 - コーラス(8)、ギター&その他全楽器(8)
- 羽衣さくら - コーラス(9)
- 関根ゆたか - ギター(11)